# Paolo Bettini
Paolo Bettini (1 de abril de 1974, Cecina) é um ciclista profissional italiano.

## Carreira
Foi vencedor da prova de estrada nos Jogos Olímpicos de Atenas 2004.